# Shine-Ider
Shine-Ider (mongol (écriture cyrillique) : Шинэ-Идэр сум) est un Sum (district) de Mongolie dans la province de Khövsgöl.